# Кам'януватка (Синельниківський район)
Кам'янува́тка — село в Україні, у Зайцівській сільській територіальній громаді Синельниківського району Дніпропетровської області. Населення за переписом 2001 року становить 193 особи.

## Географія
Село Кам'януватка знаходиться над річечкою Кам'януватка при її впадінні у Татарку, вище за течією річки Татарки на відстані 1,5 км розташоване село Кислянка, нижче за течією на відстані 0,5 км розташоване село Надеждівка. Поруч проходить автомобільна дорога Т 0425.

## Історія
1886 року тут мешкало 564 особи у 99 подвір'ях. Поселення Кам'януватка було виселками слободи Татарки (нині — Кислянка) Лисаветівської другої волості Новомосковського повіту.
7 (20) листопада 1917 року, відповідно до Третього Універсалу Української Центральної Ради, увійшло до складу Української Народної Республіки.
До 2017 року орган місцевого самоврядування — Кислянська сільська рада.
12 червня 2020 року, відповідно до розпорядження Кабінету Міністрів України № 709-р від «Про визначення адміністративних центрів та затвердження територій територіальних громад Дніпропетровської області», увійшло до складу Зайцівської сільської громади.
19 липня 2020 року, в результаті адміністративно-територіальної реформи та ліквідації   Синельниківського (1923—2020) району, село увійшло до складу новоутвореного Синельниківського району.

## Населення

### Мова
Розподіл населення за рідною мовою за даними перепису 2001 року:
| Мова       | Кількість | Відсоток |
| ---------- | --------- | -------- |
| українська | 174       | 90.16%   |
| російська  | 13        | 6.73%    |
| румунська  | 4         | 2.07%    |
| білоруська | 2         | 1.04%    |
| Усього     | 193       | 100%     |

## Сучасність
У 1989 році тут мешкало приблизно 180 осіб.